# Liste des plus hautes constructions de Canton
Cet article dresse une liste des plus hautes constructions de Canton. Canton ou Guangzhou est la capitale de la province du Guangdong, dans le sud de la Chine. 
Avec 12 millions d'habitants, c'est la ville la plus peuplée du delta de la Rivière des Perles. Canton comporte de nombreux gratte-ciel dont certains comptent parmi les plus hauts du monde. Ainsi, la ville abrite 10 immeubles d'une hauteur supérieure ou égale à 300 mètres, ce qui la place début 2021 au 4ème rang mondial dans cette catégorie derrière New York (19), Shenzhen (21) et Dubaï (34).

## Gratte-ciel
La Tour de télévision et de tourisme de Canton n'est pas comprise dans les classements suivants ; en effet, elle n'est pas considérée comme un gratte-ciel mais comme une tour (au même titre que la Tour Eiffel) car plus de la moitié de sa hauteur totale est inoccupable. Cette tour s'élève à 600 mètres de hauteur et a été achevée en 2010.

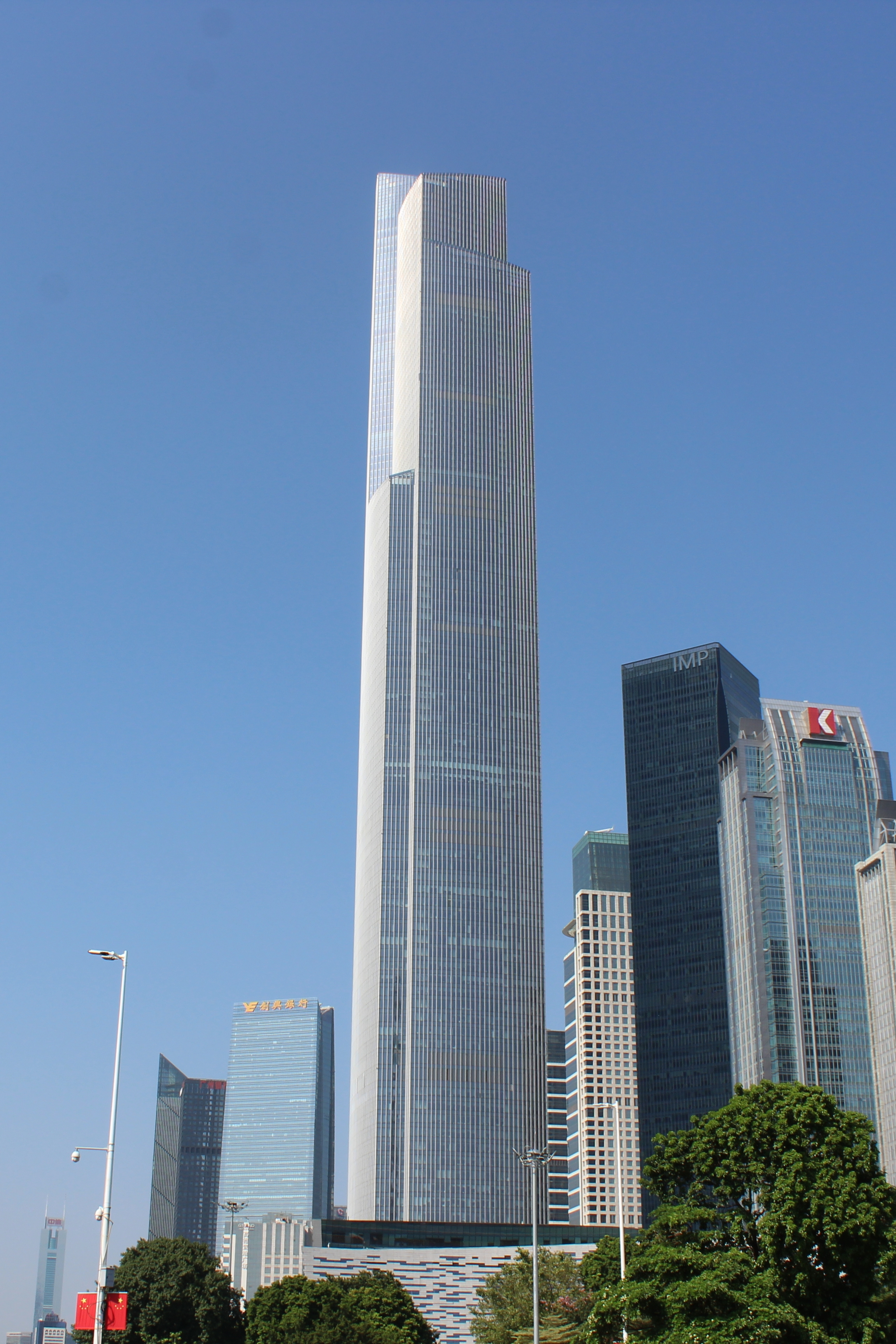
CTF Finance Centre

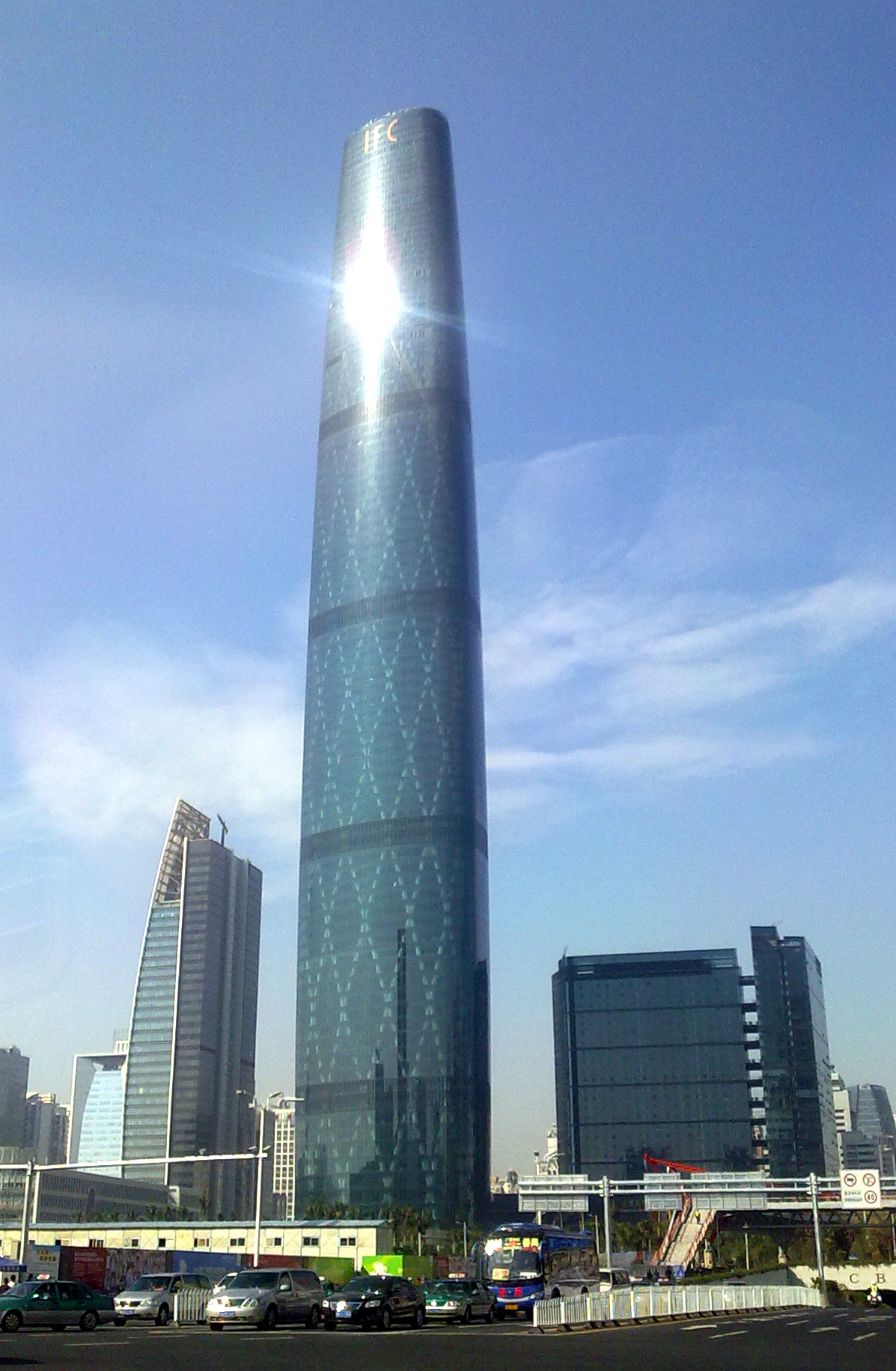
Guangzhou International Finance Center

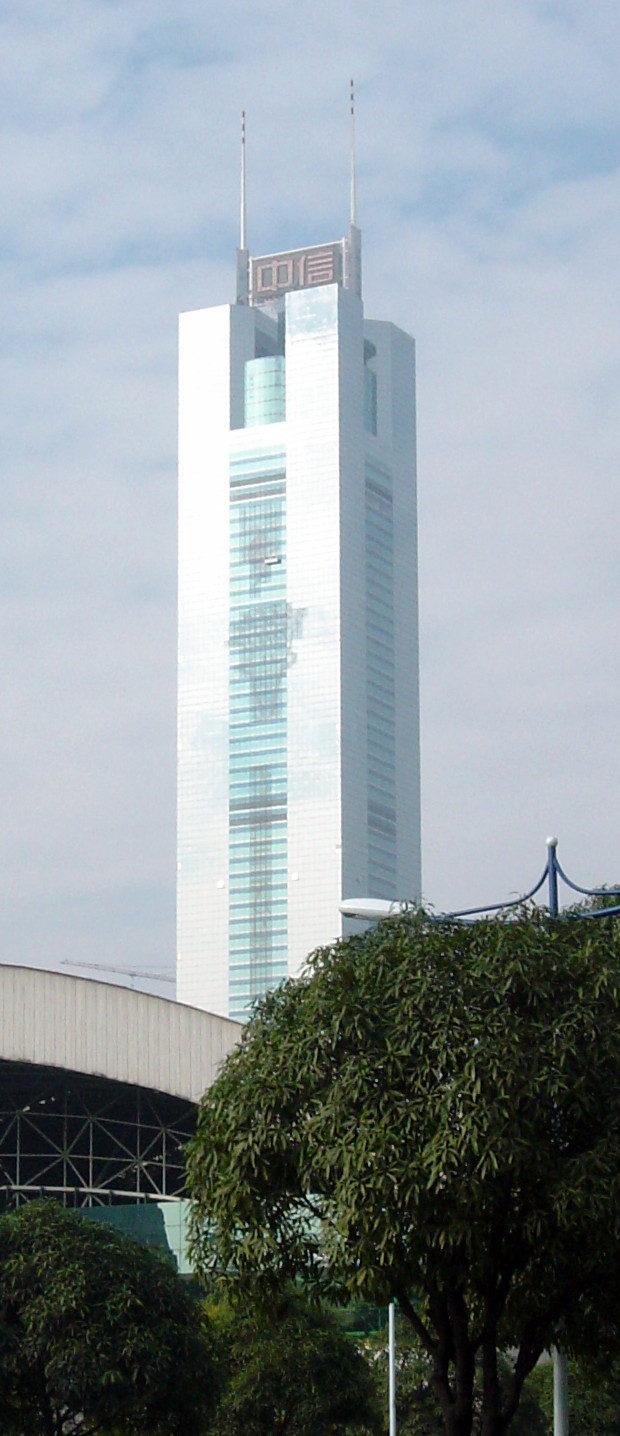
Citic Plaza

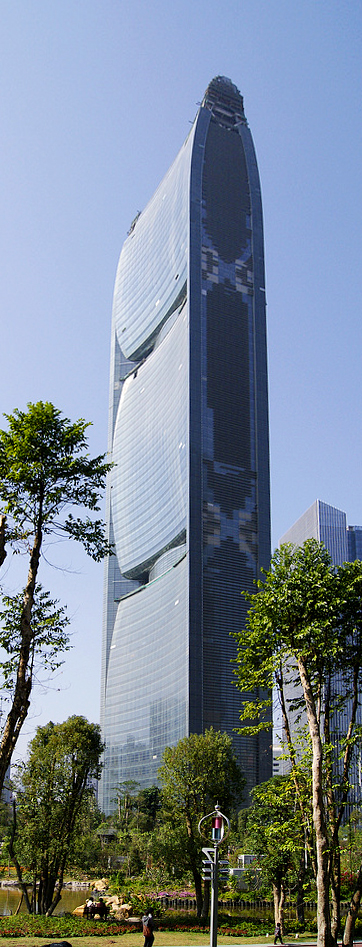
Pearl River Tower

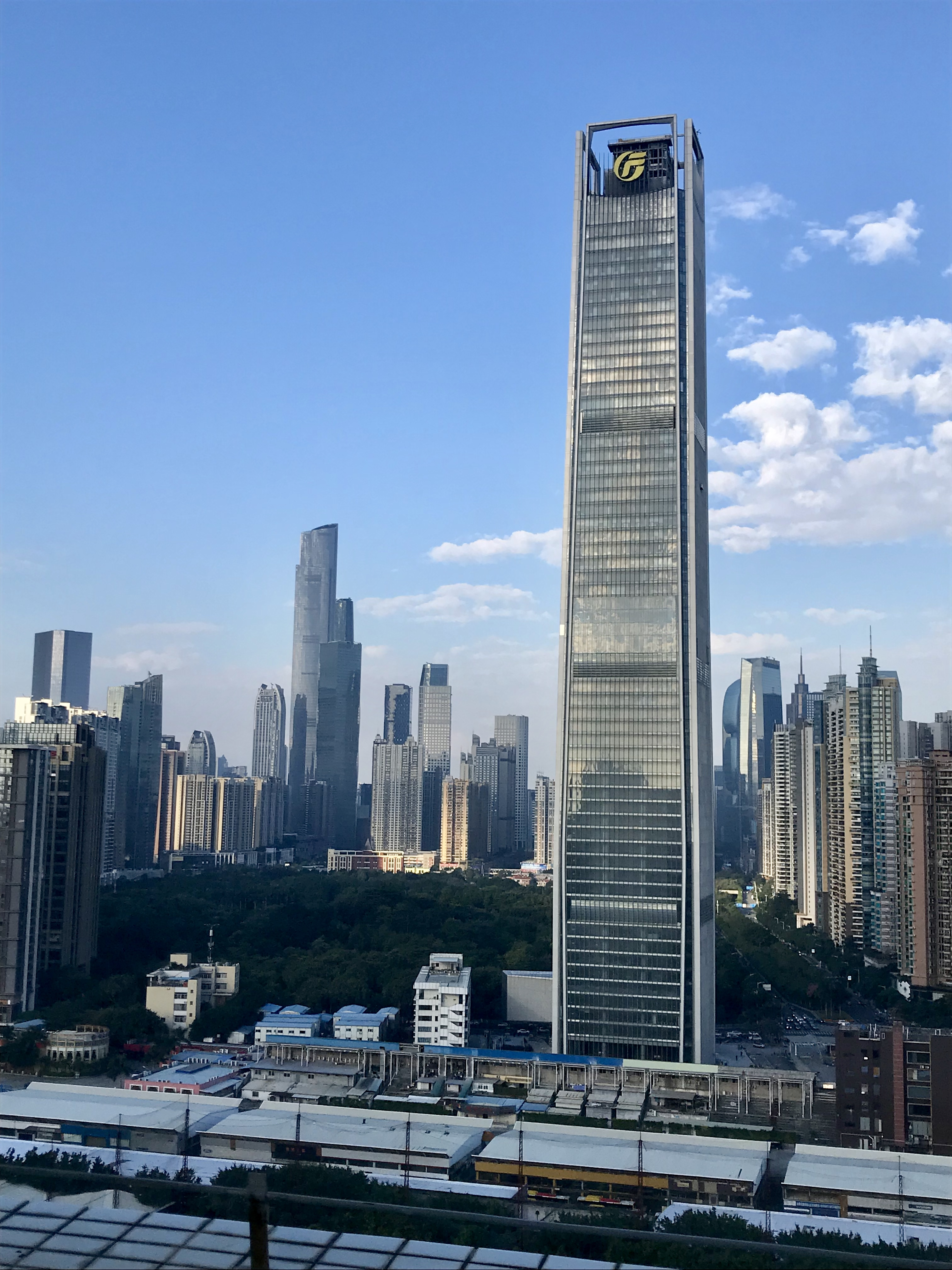
Guangfa Securities Headquarters

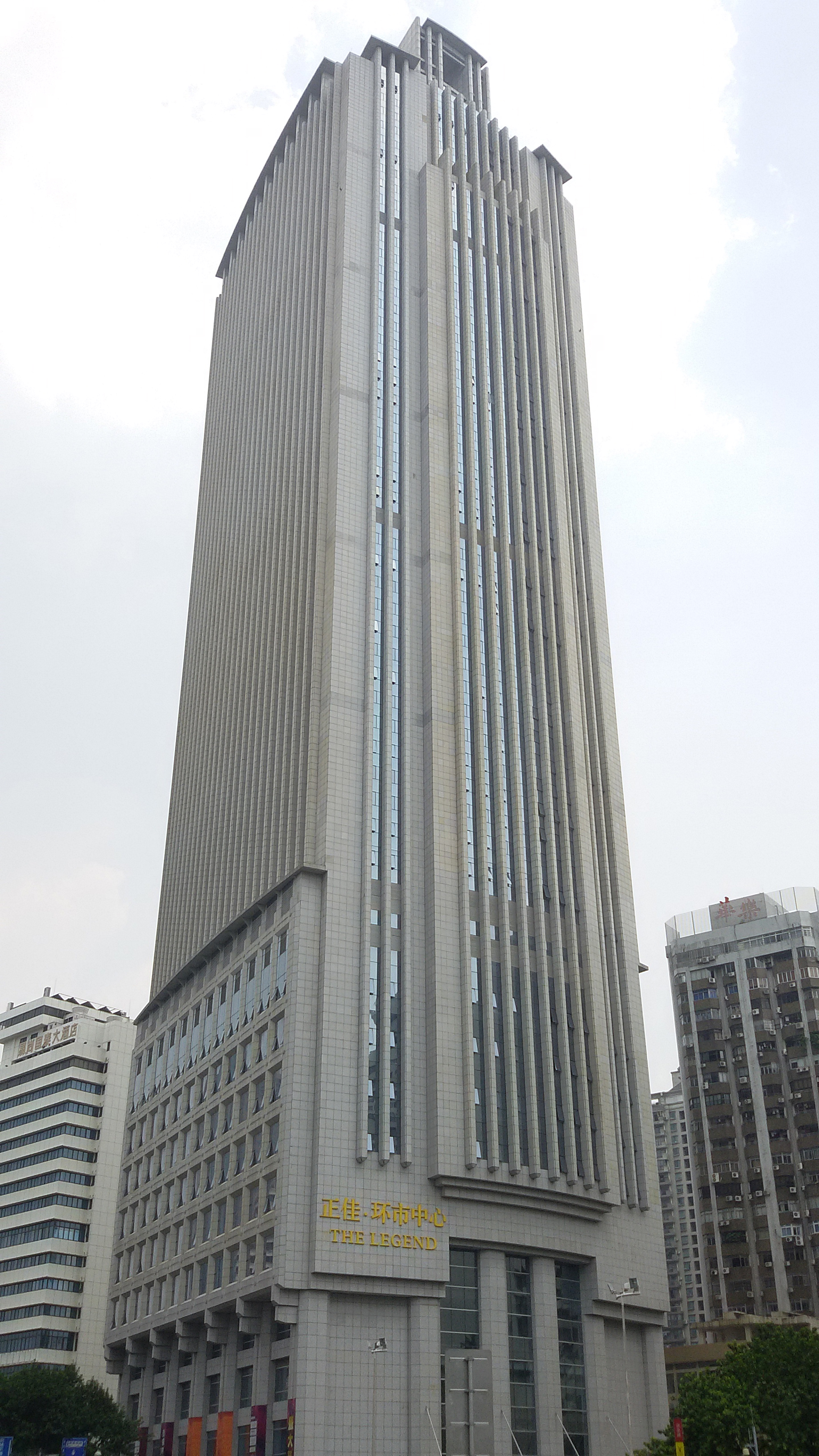
Dapeng International Plaza

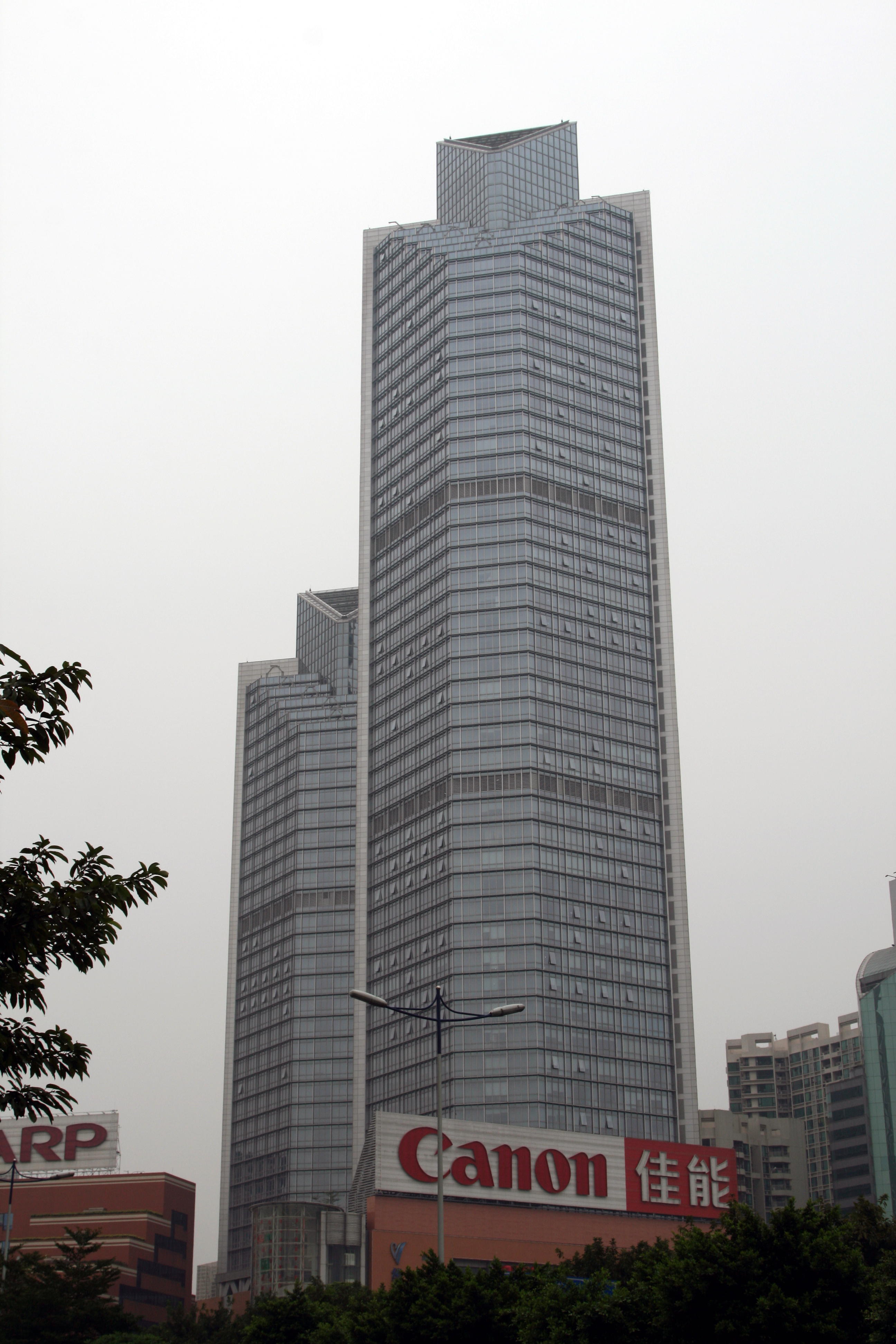
Victory Plaza

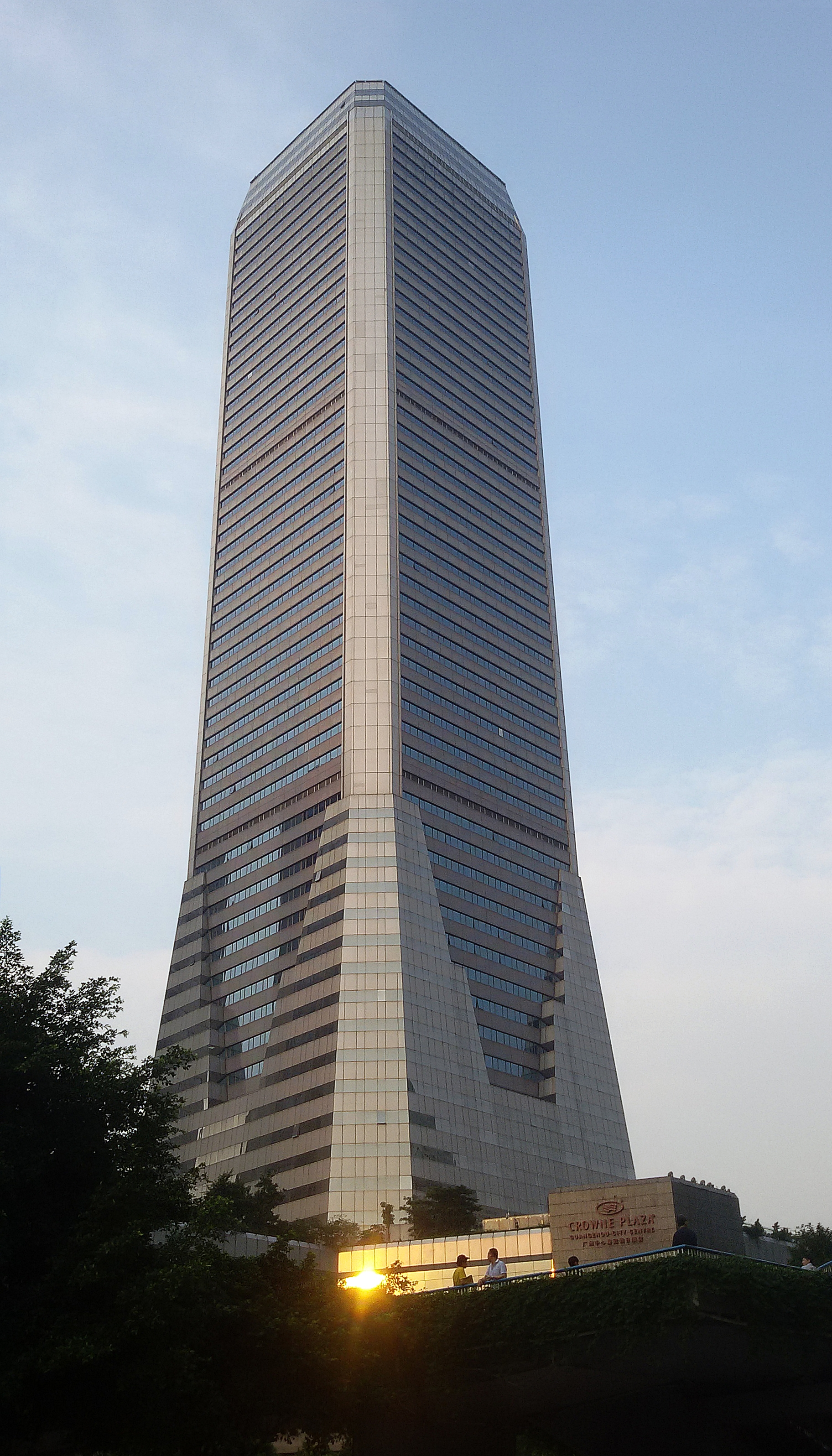
Guangdong International Building

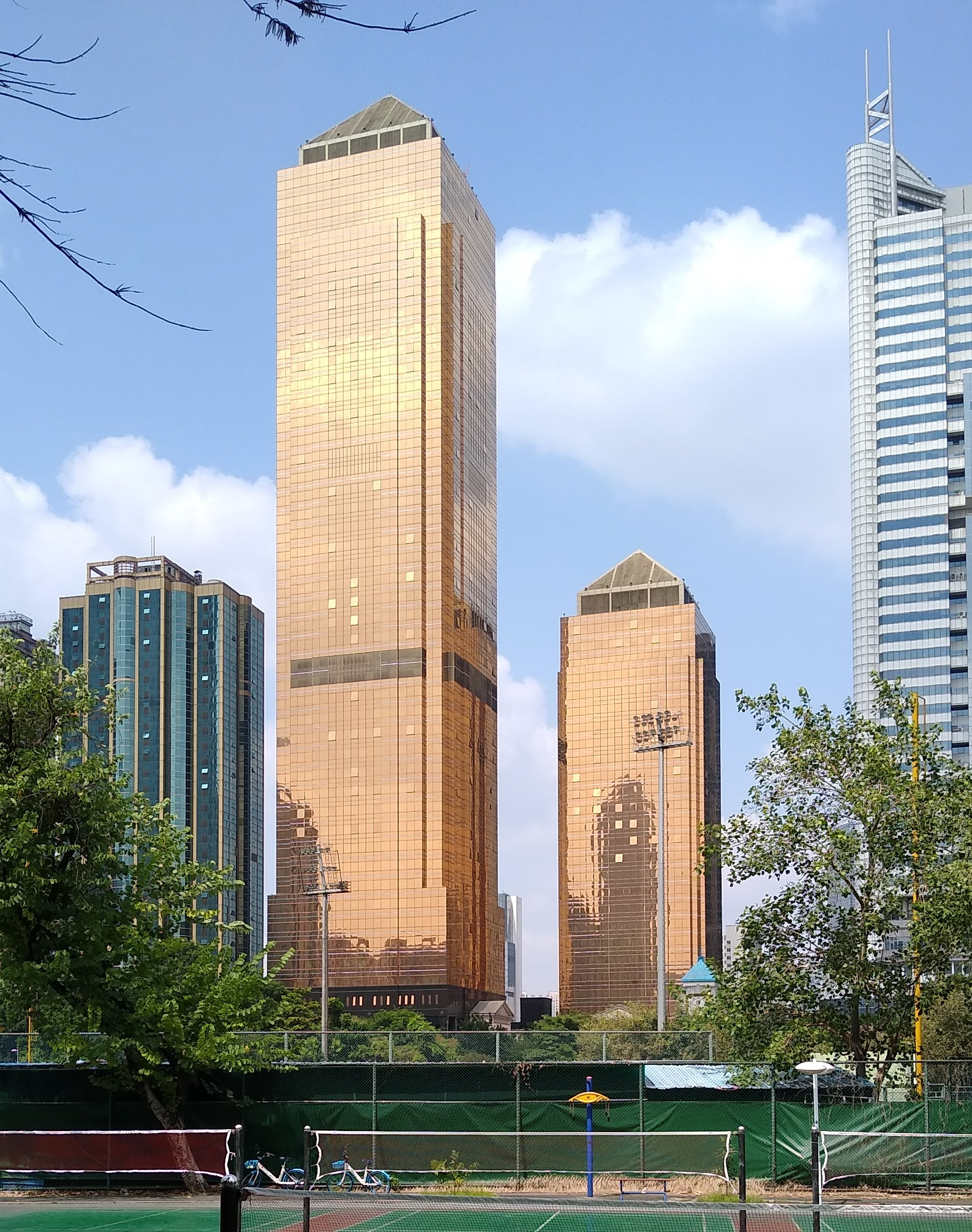
Metro Plaza

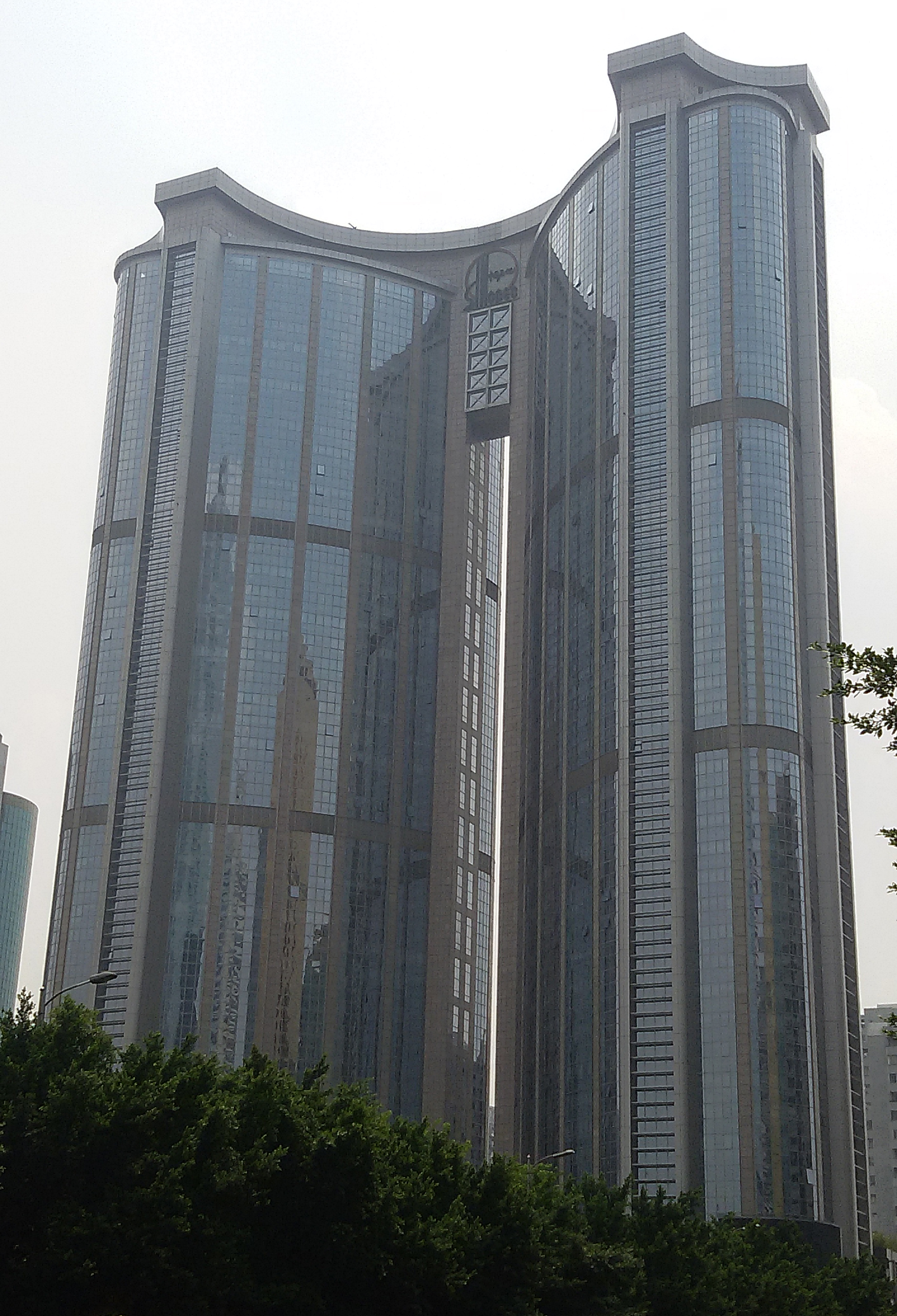
Sinopec Tower

### Gratte-ciel construits
Classement actualisé en jan 2023 selon Emporis, Skyscraperpage, et le site chinois Motianguan
| Rang | Nom                                                | Hauteur structurelle | Étages | Année |
| ---- | -------------------------------------------------- | -------------------- | ------ | ----- |
| 1    | CTF Finance Centre                                 | 530 m                | 111    | 2016  |
| 2    | Guangzhou International Finance Center             | 438 m                | 103    | 2010  |
| 3    | Citic Plaza                                        | 391 m                | 80     | 1997  |
| 4    | The Pinnacle                                       | 360 m                | 60     | 2012  |
| 5    | Global City Square                                 | 318,9 m              | 67     | 2016  |
| 6    | Poly Pazhou C2                                     | 311 m                | 65     | 2017  |
| 7    | Tour de la Rivière des Perles                      | 310 m                | 71     | 2012  |
| 8    | Guangzhou Fortune Center                           | 309,4 m              | 73     | 2015  |
| 9    | Guangfa Securities Headquarters                    | 308 m                | 62     | 2018  |
| 10   | Leatop Plaza                                       | 302,7 m              | 65     | 2012  |
| 11   | R&F Yingkai Square                                 | 288 m                | 66     | 2014  |
| 12   | GT Land Landmark Plaza South Tower                 | 282,8 m              | 47     | 2014  |
| 13   | Tianhui Plaza C3                                   | 270 m                | 60     | 2017  |
| 14   | China International Center Tower B                 | 269,5 m              | 62     | 2007  |
| 15   | Dapeng International Plaza                         | 269,4 m              | 56     | 2011  |
| 16   | Bank of Guangzhou Tower                            | 267,8 m              | 57     | 2012  |
| 17   | Guangdong Telecom Plaza                            | 260 m                | 66     | 2003  |
| 18   | Cadre City Plaza West Tower                        | 257 m                | 60     | 2020  |
| 19   | R&F International Business Center Phase 2          | 253 m                | 53     | 2016  |
| 20   | South China International Wharf Service Center     | 250 m                | 55     | 2018  |
| 20   | Banghua World Trade Center                         | 250 m                | 55     | 2017  |
| 22   | Zhonghai Huawan Apartments 16                      | 246 m                | 63     | 2018  |
| 23   | R&F Centre                                         | 243 m                | 57     | 2007  |
| 24   | Ying Tung International Office Building            | 240 m                | 50     | 2017  |
| 25   | Zhonghai Huawan Apartments 2                       | 235 m                | 60     | 2018  |
| 25   | Zhonghai Huawan Apartments 3                       | 235 m                | 60     | 2018  |
| 27   | Wan Bo Teem Mall 1                                 | 228 m                | 40     | 2018  |
| 28   | Kingold Tower                                      | 227 m                | 46     | 2016  |
| 29   | Victory Plaza Tower A                              | 223 m                | 52     | 2007  |
| 30   | Aoyuan International Center                        | 220 m                | 50     | 2018  |
| 31   | Xiangchuan Ocean Residence 3                       | 219 m                | 56     | 2017  |
| 32   | Onelink Center Tower A                             | 218 m                | 53     | 2010  |
| 33   | Zhonghai Huawan Apartments 12                      | 215 m                | 55     | 2018  |
| 33   | Zhonghai Huawan Apartments 13                      | 215 m                | 55     | 2018  |
| 33   | Zhonghai Huawan Apartments 14                      | 215 m                | 55     | 2018  |
| 33   | Zhonghai Huawan Apartments 15                      | 215 m                | 55     | 2018  |
| 37   | Bio Island International Innovation Center A       | 214 m                | 48     | 2018  |
| 37   | New World Times Center Phase 2                     | 214 m                | 57     | 2010  |
| 39   | Tianhebei Tower                                    | 212 m                | 55     | 2015  |
| 39   | Taikoo Hui Guangzhou Cultural Plaza Office Tower 1 | 212 m                | 40     | 2011  |
| 41   | CCCC South Headquarters A                          | 208 m                | 50     | 2015  |
| 41   | Shangdong Park Hyatt                               | 208 m                | 52     |       |
| 43   | Vertical City                                      | 207 m                | 54     | 2010  |
| 43   | Alibaba Headquarters South Tower                   | 207 m                | 37     | 2020  |
| 43   | GT Land Landmark Plaza North Tower                 | 207 m                | 46     | 2014  |
| 46   | Jinzhong West Guanhai Building 7                   | 206 m                | 59     |       |
| 46   | Jinzhong West Guanhai Building 11                  | 206 m                | 59     |       |
| 48   | Jinzhong West Guanhai Building 13                  | 205 m                | 53     |       |
| 48   | Jinzhong West Guanhai Building 14                  | 205 m                | 53     |       |
| 50   | Center Plaza                                       | 202 m                | 47     | 2004  |
| 50   | Cadre City Plaza East Tower                        | 202 m                | 43     | 2020  |
| 52   | Nanfang International Mansion                      | 201 m                | 48     | 1998  |
| 53   | Guangdong International Building                   | 200 m                | 63     | 1990  |
| 53   | Guangzhou Greenland Baiyun Center                  | 200 m                | 45     | 2014  |
| 53   | Wansheng Plaza Tower A                             | 200 m                | 45     | 2016  |
| 51   | The Westin Pazhou                                  | 199 m                | 43     | 2011  |
| 51   | Metro Plaza I                                      | 199 m                | 48     | 1996  |
| 53   | International Finance Place                        | 198 m                | 39     | 2007  |
| 54   | Shangdong Hanyu Yayuan Apartments                  | 197 m                | 52     | 2016  |
| 55   | Poly Pazhou C1                                     | 196 m                | 43     | 2017  |
| 55   | R&F To-Win Building                                | 196 m                | 41     | 2013  |
| 57   | Teem Tower                                         | 195 m                | 45     | 2007  |
| 57   | Guangzhou Songri Headquarters Building             | 195 m                | 46     |       |
| 57   | Vanke Peak                                         | 195 m                | 53     | 2015  |
| 60   | GZ Electric Power Building                         | 194 m                | 35     | 2002  |
| 60   | Heji International Building                        | 194 m                | 42     | 2019  |
| 62   | Caesar's Palace 3                                  | 192 m                | 52     | 2004  |
| 62   | Aiqun Huijing Wan 1                                | 192 m                | 49     | 2013  |
| 62   | Aiqun Huijing Wan 2                                | 192 m                | 49     | 2013  |
| 65   | Agile Center                                       | 190 m                | 39     | 2014  |
| 65   | Jiayu Building                                     | 190 m                | 46     | 2016  |
| 65   | R&F Dongshan Xintiandi Building D2                 | 190 m                | 38     | 2017  |
| 67   | Guangzhou Marriott Hotel Tianhe                    | 189 m                | 48     | 2004  |
| 67   | Evergrande Center                                  | 189 m                | 43     | 2013  |
| 69   | The Centrepointe                                   | 188 m                | 46     | 2008  |
| 69   | Sinopec Tower                                      | 188 m                | 51     |       |
| 71   | China Shine Plaza                                  | 187 m                | 45     | 2006  |
| 71   | CCCC South Headquarters B                          | 187 m                | 40     | 2018  |
| 73   | Wan Bo Teem Mall 2                                 | 186 m                | 30     | 2018  |
| 73   | Guangzhou Sunrich Plaza I                          | 186 m                | 40     | 2010  |
| 73   | Minsheng Plaza                                     | 186 m                | 31     | 2011  |
| 76   | GT Land Plaza Tower A                              | 185 m                | 38     | 2011  |
| 77   | Tianhui Plaza C1                                   | 184 m                | 55     | 2017  |
| 78   | Tianluang Building A6                              | 182 m                | 53     |       |
| 79   | Guangdong Asia International Hotel                 | 180 m                | 51     | 1998  |
| 79   | Poly V Building                                    | 180 m                | 40     | 2011  |
| 79   | Yuecai Building                                    | 180 m                | 40     | 2008  |
| 79   | Yuexiu City Plaza 1                                | 180 m                | 39     | 2006  |
| 79   | Haizhu Peninsula Garden 3B                         | 180 m                | 42     | 2014  |
| 79   | Haizhu Peninsula Garden 3C                         | 180 m                | 42     | 2014  |
| 79   | RenFun Business Mansion                            | 180 m                | 42     | 2012  |
| 79   | The Riverside, Tower 1                             | 180 m                | 50     | 2009  |
| 79   | The Riverside, Tower 2                             | 180 m                | 50     | 2009  |
| 79   | Panyu Wanda Plaza, Block B-1                       | 180 m                | 41     | 2014  |
| 79   | Panyu Wanda Plaza, Block B-3                       | 180 m                | 41     | 2014  |
| 79   | Panyu Wanda Plaza, Block B-4                       | 180 m                | 41     | 2014  |
| 79   | Zhonghai Huawan Apartments 1 Building A2           | 180 m                | 60     |       |
| 79   | Zhonghai Huawan Apartments 1 Building A3           | 180 m                | 60     |       |
| 79   | Shimao Tianyue                                     | 180 m                | 51     | 2018  |
| 79   | Tiande Square                                      | 180 m                | 46     | 2018  |
| 79   | Sanqi Huyu Building                                | 180 m                | 40     | 2020  |

### Gratte-ciel en construction
Classement actualisé le 12 octobre 2017
| Rang | Nom           | Hauteur structurelle | Étages | Année début travaux | Année prévue d'ouverture |
| ---- | ------------- | -------------------- | ------ | ------------------- | ------------------------ |
| 1    | Huijin Center | 320 m                | 69     | 2015                | 2019                     |